# Magellan (film)
Pour les articles homonymes, voir Magellan.
Pour plus de détails, voir Fiche technique et Distribution.
Magellan (Magalhães) est un film historique luso-hispano-philippin réalisé par Lav Diaz et sorti en 2025.
Le film est présenté en avant-première au festival de Cannes 2025 en mai 2025. La version de trois heures est projetée à Cannes.

## Synopsis
Au début du XVIe siècle, Ferdinand Magellan et ses campagnes coloniales portugaises et espagnoles se rendent aux Philippines.

## Fiche technique
- Titre français : Magellan[3]
- Titre original : Magalhães[4]
- Réalisation et scénario : Lav Diaz
- Musique : Marc Verdaguer
- Décors : Allen Alzola et Isabel Garcia
- Photographie : Artur Tort
- Montage : Lav Diaz, Artur Tort
- Production : Joaquim Sapinho, Marta Alves, Paul Soriano, Albert Serra, Montse Triola, Stefano Centini
- Sociétés de production : Rosa Filmes, Andergraun Films, BlackCap Pictures
- Sociétés de distribution : Nour Films (France)[5]
- Pays de production :  Philippines,  Portugal,  Espagne
- Langues originales : portugais, espagnol
- Format : couleurs - 1.33:1
- Genre : drame, historique
- Durée : 156 minutes
- Dates de sortie :
  - France : 18 mai 2025 (festival de Cannes)[6]

## Distribution
- Gael García Bernal : Ferdinand Magellan
- Roger Alan Koza : Afonso de Albuquerque[7]
- Ângela Ramos : Beatriz
- Dario Yazbek Bernal : Duarte Barbosa
- Amado Arjay Babon : Enrique
- Ronnie Lazaro : Raja Humabon
- Bong Cabrera : Raja Colambu
- Hazel Orencio : Juana
- Rafael Morais : Joao Carvalho

## Production
D'abord annoncé en 2019 sous le nom de Beatriz, The Wife, Lav Diaz s'est d'abord inspiré de la vie de la femme de Magellan, Beatriz Barbosa de Magallanes, qu'il a épousée deux ans seulement avant de partir pour l'expédition Magellan. Le film est produit par le studio portugais Rosa Filmes avec Andergraun Films d'Espagne, et Black Cap Pictures des Philippines.
Pendant la post-production, les séquences sont divisées en deux longs métrages, Magellan étant le premier, tandis qu'un second film sans titre sera coupé en 9 heures et présentera la version de l'histoire de Béatrice.
Le tournage a lieu dans les villes de Sampaloc et Mauban à Quezon, aux Philippines, au cours du dernier trimestre 2024, puis dans le sud du Portugal et à Cadix, en Espagne. La production s'est achevée en décembre,. La réplique de la caraque Victoria, qui se trouvait à Cadix, est également utilisée comme plateau. Arthur Tort, collaborateur régulier du producteur Albert Serra, fait office de chef opérateur aux côtés du chef opérateur habituel de Diaz, Larry Manda.

## Distinctions

### Sélections
- Festival de Cannes 2025 : sélection officielle, Cannes Première